# Pałac Fredrów
Pałac Fredrów (ukr. Палац Фредрів-Шептицьких) – neorenesansowy pałac w Wiszni zbudowany w 1835 r. przez Aleksandra Fredrę.

## Historia
W 1796 roku Bieńkowa Wisznia została zakupiona przez rodzinę Fredrów. Dziedzicem tej miejscowości był hrabia Jacek Fredro, herbu Bończa, ojciec Aleksandra Fredry.
Budowniczego upamiętnia napis na dwóch kartuszach znajdujących się w lewym skrzydle obiektu. Na elewacji zachodniej są dwa pozorne ryzality ze szczytami w kształcie trójkąta oraz arkadowy ganek położony ponad wejściem głównym. Pałac został rozbudowany w 1896 roku. W 1919 roku zespół pałacowy sprzedano Małopolskiemu Towarzystwu Rolniczemu. W 2009 roku obiekt został poddany pierwszemu etapowi renowacji w ramach projektu „Inwentaryzacja Pałacu Fredrów w Beńkowej Wiszni”. Projekt jest finansowany bezpośrednio przez polskie Ministerstwo Kultury i Dziedzictwa Narodowego w ramach programu „Ochrona polskiego dziedzictwa narodowego poza granicami kraju”. Przy obiekcie, obecnie należącym do szkoły rolniczej, mieści się park powstały na zboczu wzgórza nad rzeką Wisznia.

## Literatura
- Krzysztof Bzowski, Artur Grossman, Aleksander Strojny, Ukraina zachodnia. Tam szum Prutu, Czeremoszu..., wyd. II, Wydawnictwo Bezdroża, Kraków, 2005,  ISBN 83-921981-6-6, s. 158